# Krystyna Kurczab-Redlich
Krystyna Kurczab-Redlich (ur. 6 grudnia 1954 w Zabrzu) – polska dziennikarka i reportażystka, wieloletnia korespondentka w Rosji, autorka filmów dokumentalnych o Czeczenii. Ze względu na poruszane tematy nazywana bywa „polską Politkowską”.

## Życiorys
Córka krakowskiego pisarza Jana Kurczaba i Janiny z d. Liebling (1908–2008). Siostra Aleksandry Kurczab-Pomianowskiej.
Absolwentka Wydziału Prawa na Uniwersytecie Jagiellońskim. Chociaż z wykształcenia jest prawnikiem, to zajmuje się głównie reportażem i dziennikarstwem. Pierwszą redakcją, w której pracowała przez dziewięć lat była redakcja „Przekroju”. Przez pewien czas pracowała w redakcji Panoramy w Katowicach, a po przeprowadzce do Warszawy związana była z redakcją „Szpilek”. W 1990 jako „wolny strzelec” wyjechała wraz z drugim mężem – korespondentem Telewizji Polskiej – Jerzym Redlichem do Rosji (z pierwszym mężem Andrzejem Kądziołką, dziennikarzem, rozwiodła się w 1980). Twierdzi że spotykała się z SB pod przymusem, natomiast dokumenty SB i wywiadu potwierdzają jej współpracę. 
W latach 1990–2004 była korespondentką polskich mediów w Rosji, a od II wojny czeczeńskiej także autorką filmów dokumentalnych o Czeczenii, w których przedstawiła wstrząsające przypadki łamania praw człowieka: Czeczenia – widmo śmierci, Czeczenia – zabójstwo za zgodą świata, S.O.S. dla Czeczenii, Czeczeni po Biesłanie.
Jej artykuły pojawiły się w takich gazetach lub czasopismach jak „Dziennik Polski”, „Gazeta Wyborcza”, „Newsweek”, „Polityka”, „Przekrój”, „Rzeczpospolita”, „Szpilki”, „Wprost”, „Życie Warszawy” i in. Przez pewien czas związana była z kanałem telewizyjnym Polsat.
W 2000 wydała książkę pt. Pandrioszka, w której zawarła obraz przemian obyczajowych, społecznych i politycznych w Rosji lat 90. XX wieku. Książka została wznowiona w 2008, 2011 i 2022 roku.
W 2007 wydała książkę pt. Głową o mur Kremla, w której opisała bardzo szczegółowo wydarzenia w Rosji od końca lat 80. XX wieku. Po jej ukazaniu się otrzymała w Rosji pseudonim „polska Politkowska”, jako że najobszerniejszy rozdział Ludobójstwo i oklaski traktuje o Czeczenii. Autorka opisuje działania władz rosyjskich w Czeczenii, przyczyny współczesnych wojen czeczeńskich, a także tło i przygotowania do ataków terrorystycznych, m.in. atak na moskiewski teatr na Dubrowce w 2002 i atak terrorystyczny na szkołę w Biesłanie w 2004. W ostatnim rozdziale książki zatytułowanym Fenomen Putina podaje mało znane fakty z biografii prezydenta Rosji. W 2012 ukazało się zaktualizowane i poszerzone o 200 stron drugie wydanie tej książki, zatytułowane Głową o mur Kremla. Nowe fakty. W 2016 ukazała się napisana przez nią obszerna biografia Władimira Putina Wowa, Wołodia, Władimir. Tajemnice Rosji Putina, ujawniająca nieznane fakty z jego życia oraz nieznane fakty związane z wybuchem II wojny czeczeńskiej i z wieloma aktami terrorystycznymi w Rosji.
Jan Engelgard zarzuca autorce „obsesję na punkcie Putina”. Artykuły Engelgarda wykorzystał Sputnik Polska.

## Nagrody
Jest laureatką nagród w świecie dziennikarskim: im. Kazimierza Dziewanowskiego dla korespondenta zagranicznego, Amnesty International za publikacje o łamaniu praw człowieka w Czeczenii, im. Melchiora Wańkowicza za reportaże z Czeczenii, im. ks. Józefa Tischnera za książkę Głową o mur Kremla. W 2005 na wniosek czeczeńskiej organizacji Echo wojny, Amnesty International i Helsińską Fundacją Praw Człowieka jej kandydatura została zgłoszona do Pokojowej Nagrody Nobla.

## Publikacje książkowe
- 2000 – Pandrioszka, Dom Wydawniczy Rebis
- 2007 – Głową o mur Kremla, Wydawnictwo W.A.B.
- 2012 – Głową o mur Kremla. Nowe fakty, Wydawnictwo W.A.B., seria Terra Incognita
- 2016 – Wowa, Wołodia, Władimir. Tajemnice Rosji Putina, Wydawnictwo W.A.B.